# The Stewart Copeland Anthology
The Stewart Copeland Anthology è una compilation del cantante statunitense Stewart Copeland, pubblicata nel 2007 dalla Koch Records.

## Tracce
1. Too Kool to Kalypso - 2:29
2. Don't Box Me In - 4:38
3. Tulsa Tango - 3:40
4. Koteja - 3:32
5. Serengeti Long Walk - 4:28
6. Equalizer Main Title - 4:13
7. Anacott Steel - 2:55
8. Slither - 3:06
9. Night Drive - 1:21
10. Taxi Drive Home - 1:08
11. Bill is Dead - 4:03
12. Wield the Space - 5:49
13. Look Up - 3:04
14. Rain - 4:01
15. Childhood Friends - 1:42
16. Mud Lions - 2:11
17. Pizzica degli Ucci - 5:34
18. Chrystal/Drive Daisy/End Title - 2:31
19. George Trip/End Montage/End Title - 1:57
20. Big Drum Tribe - 3:55
21. Regret - 1:04